# 기타카노촌
기타카노촌(일본어: 北狩野村)은 일본 시즈오카현의 동부 다가타군에 속해있던 촌이다. 현재의 이즈시, 이즈노쿠니시에 해당한다.

## 역사
- 1889년 - 정촌제 시행에 의해 다카타군 기타카노촌이 성립하였다.
- 1937년 -  촌사무소가 오아자 마키노고에서 오아자 카시와쿠보로 이전.
- 1959년 4월 10일 - 기타카노촌의 일부는 오히토정 및 슈젠지정에 분할 편입해, 동일 기타카노촌이 폐지되었다.

## 교통

### 철도
- 이즈하코네 철도 슨즈선|이즈하코네 철도]]
  - 슨즈선

### 도로
- 국도 제136호선

## 참고문헌
- 角川日本地名大辞典 22 静岡県